# Дороги Анни Фірлінг
«Дороги Анни Фірлінг» (рос. «Дороги Анны Фирлинг») — російський радянський двосерійний телевізійний фільм 1985 року режисера  Сергія Колосова, драма за мотивами п'єси «Матінка Кураж та її діти» німецького драматурга  Бертольта Брехта. Фільм вийшов у 1985 році.

## Сюжет
Маркітантка Другого Фінляндського полку Анна Фірлінг на прізвисько Кураж ніколи — ні під ядрами, ні під кулями не кидала фургон з товаром. Діти її — сини і німа дочка Катрін — справжні діти війни: кожен має своє прізвище, і їхні батьки — солдати різних армій, які воювали під прапорами різних віросповідань, — вже вбиті або зникли невідомо куди. Матінка Кураж їздить по дорогах війни…

## У ролях
- Людмила Касаткіна —  Анна Фірлінг на прізвисько «матуся Кураж»
- Армен Джигарханян —  кухар або «голландець з трубочкою»
- Еммануїл Віторган —  полковий священик
- Ліліта Озоліня —  Іветта
- Жанна Балашова —  Катрін
- Томас Урб —  Еліф Майок
- Тину Оя —  Фіш
- Ерменгельд Коновалов —  від автора/трубач
- Юріс Стренга —  від автора/скрипаль   (роль озвучив Анатолій Ромашин)
- Євген Массалига - від автора/ударнік
- Юрій Катін-Ярцев —  шведський командувач
- Віктор Плют —  вербувальник
- Ромуальдас Раманаускас —  фельдфебель
- Віра Івлєва —  селянка
- Володимир Кашпур —  селянин
- Ігор Савкін —  молодий селянин
- Сергій Цейц —  епізод
- Михайло Богдасаров —  Одноокий
- Андрій Войновський —  стражник
- Володимир Землянікін —  солдат
- Євген Герчаков —  солдат

## Знімальна група
- Автор сценарію:  Сергій Колосов
- Режисер-постановник:  Сергій Колосов
- Оператор-постановник:  Володимир Бондарєв
- Художник-постановник:  Михайло Карташов
- Композитор:  Олексій Рибников